# Choplifter HD
Choplifter HD es un videojuego desarrollado por inXile Entertainment y lanzado el 10 de enero de 2012. Es un remake poligonal en 3D del juego Choplifter de 1982 de Dan Gorlin. inXile contrató a Gorlin como asesor de diseño del juego. Como en el juego original, los jugadores vuelan misiones en un helicóptero, derrotando enemigos y rescatando personas. Lanzado originalmente para Windows, Xbox 360 y PlayStation 3, el juego fue posteriormente portado a Ouya, así como a dispositivos Android. Choplifter HD fue elogiado por ser fiel al original, conservando la jugabilidad por la que la serie es conocida, pero fue criticada por su alto nivel de dificultad.

## Jugabilidad
Los jugadores asumen el papel de un piloto de helicóptero para un escuadrón de rescate de élite llamado Operaciones coordinadas de helicópteros, preservación y rescate (CHOPR). El juego conserva los mismos objetivos básicos que el Choplifter original, incluido el juego básico de desplazamiento lateral, solo que ahora con gráficos poligonales en 3D. Choplifter HD presenta 3 campañas principales y 30 misiones diferentes, así como un nivel de tutorial. El jugador completa las misiones pilotando el helicóptero hacia un territorio hostil mientras evade o destruye enemigos y lidia con el agotamiento del suministro de combustible del helicóptero al recargar en la base de operaciones del helicóptero de depósitos de combustible esparcidos por el nivel. Las misiones normalmente implican recoger y dejar a varios pasajeros. Se agregaron nuevas características, como pasajeros moribundos que tienen un temporizador asociado, así como enemigos zombis. Los niveles ahora tienen enemigos en primer plano que solo pueden ser derrotados mirando en su dirección. Los jugadores también pueden desbloquear helicópteros mejorados recolectando estrellas en cada misión. Hay tres modos de dificultad disponibles, con los modos de dificultad más difíciles que hacen que los enemigos sean más difíciles de derrotar y el combustible del helicóptero se agota más rápido.

## Desarrollo
El juego se anunció en marzo de 2011 para su lanzamiento en PlayStation 3 (a través de PlayStation Network) y Windows. Posteriormente se confirmó un lanzamiento de Xbox Live Arcade en junio siguiente. El fundador de inXile, Brian Fargo, era fanático del primer Choplifter y había jugado el juego original en el Apple II. El diseñador del juego original, Dan Gorlin, se desempeñó como consultor de diseño en Choplifter HD y Fargo le dio crédito a Gorlin con contribuciones tales como "conectar al piloto con los rehenes rescatados de una manera significativa".
Originalmente programado para su lanzamiento en el otoño de 2011, el juego fue pospuesto para un lanzamiento de invierno con Konami firmando para lanzar la versión Xbox Live Arcade.

## Recepción
Choplifter HD recibió críticas mixtas en el lanzamiento. El juego recibió el crédito de ser fiel al original, con Maurice Tan de Destructoid comentando: "La jugabilidad principal del clásico título de Apple II de Dan Gorlin permanece intacta en esta revisión en HD". y Sean Evans, de GameSpot, escribió que el remake "conserva el juego principal por el que se conoce a la serie". Sin embargo, fue criticado por su dificultad, particularmente por el implacable fuego entrante de los enemigos, que Ryan Winterhalter de 1up.com comparó con el de un tirador del infierno de balas. Evans opinó que los jugadores "eventualmente chocarán contra una pared con la dificultad que les roba todo deseo de continuar", mientras que Winterhalter llamó a Choplifter HD "el juego ideal para perfeccionistas con un don para la autoflagelación". A pesar de esto, algunos críticos encontraron que la dificultad aumentaba el disfrute del juego, con Christian Donlan de Eurogamer calificándolo de "castigo agradable" y Mitch Dyer de IGN comentando que "las frustraciones son raras en Choplifter HD porque su preocupación constante es que estás teniendo un buen momento."